# Kleinkayna
Kleinkayna ist eine moderne Wüstung im Saalekreis in Sachsen-Anhalt. Sie wurde durch den Braunkohleabbau im Geiseltal zerstört.

## Geographische Lage
Kleinkayna lag östlich von Braunsbedra. Nachbarorte waren Großkayna im Norden und Braunsdorf im Westen. Die ehemalige Ortsflur liegt heute im Nordwesten des Südfeldsees (Großkaynaer Sees).

## Geschichte
Kleinkayna gehörte bis 1815 anteilig zu den wettinischen, später kursächsischen Ämtern Freyburg und Weißenfels. Durch die Beschlüsse des Wiener Kongresses kam der Ort zu Preußen und wurde 1816 dem Kreis Weißenfels im Regierungsbezirk Merseburg der Provinz Sachsen zugeteilt, zu dem er bis 1944 gehörte.
Im Zuge des Braunkohleabbaus im Geiseltal wurde Kleinkayna mit einem Teil von Großkayna im Jahr 1963 umgesiedelt und 1966 abgebaggert (devastiert). Die alte Ortsflur wurde durch den Tagebau Kayna-Süd zerstört.